# Campionati mondiali di pattinaggio di figura 2010
I Campionati mondiali di pattinaggio di figura 2010 sono stati la 100ª edizione della competizione di pattinaggio di figura, valida per la stagione 2009-2010. Si sono svolti dal 22 al 28 marzo 2010 presso il PalaVela di Torino (Italia).

## Qualificazioni
La competizione è stata aperta ai pattinatori provenienti dalle rappresentative nazionali ISU con un'età di almeno 15 anni al 1º luglio 2009. La corrispondente competizione per pattinatori più giovani è stata il Campionato Mondiale Juniores.
In base ai risultati dei Mondiali 2009, le nazioni seguenti hanno ottenuto più di un posto nell'edizione 2010.
| Posti | Uomini                                            | Donne                                                              | Coppia                              | Danza                             |
| ----- | ------------------------------------------------- | ------------------------------------------------------------------ | ----------------------------------- | --------------------------------- |
| 3     | Giappone Stati Uniti                              | Giappone                                                           | Cina Russia                         | Russia Stati Uniti                |
| 2     | Canada Rep. Ceca Francia Italia Kazakistan Russia | Canada Finlandia Georgia Russia Corea del Sud Svizzera Stati Uniti | Canada Germania Ucraina Stati Uniti | Canada Francia Italia Regno Unito |

## Medagliere
Tabella delle medaglie ottenute per Paese:
| Posiz. | Nazione       | Oro | Argento | Bronzo | Totale |
| ------ | ------------- | --- | ------- | ------ | ------ |
| 1      | Giappone      | 2   | 0       | 0      | 2      |
| 2      | Canada        | 1   | 1       | 0      | 2      |
| 3      | Cina          | 1   | 0       | 0      | 1      |
| 4      | Germania      | 0   | 1       | 0      | 1      |
| 4      | Corea del Sud | 0   | 1       | 0      | 1      |
| 4      | Stati Uniti   | 0   | 1       | 0      | 1      |
| 7      | Finlandia     | 0   | 0       | 1      | 1      |
| 7      | Francia       | 0   | 0       | 1      | 1      |
| 7      | Italia        | 0   | 0       | 1      | 1      |
| 7      | Russia        | 0   | 0       | 1      | 1      |

## Risultati

### Singolo maschile
| Pos.                              | Nome                  | Nazione              | Totale | PC | PC    | PL | PL     |
| --------------------------------- | --------------------- | -------------------- | ------ | -- | ----- | -- | ------ |
| 1                                 | Daisuke Takahashi     | Giappone             | 257.70 | 1  | 89.30 | 1  | 168.40 |
| 2                                 | Patrick Chan          | Canada               | 247.22 | 2  | 87.80 | 2  | 159.42 |
| 3                                 | Brian Joubert         | Francia              | 241.74 | 3  | 87.70 | 4  | 154.04 |
| 4                                 | Michal Březina        | Rep. Ceca            | 236.06 | 5  | 81.75 | 3  | 154.31 |
| 5                                 | Jeremy Abbott         | Stati Uniti          | 232.10 | 6  | 81.05 | 6  | 151.05 |
| 6                                 | Adam Rippon           | Stati Uniti          | 231.47 | 7  | 80.11 | 5  | 151.36 |
| 7                                 | Samuel Contesti       | Italia               | 218.66 | 8  | 78.40 | 11 | 140.26 |
| 8                                 | Kevin van der Perren  | Belgio               | 218.43 | 10 | 73.55 | 9  | 144.88 |
| 9                                 | Adrian Schultheiss    | Svezia               | 218.26 | 12 | 72.35 | 7  | 145.91 |
| 10                                | Takahiko Kozuka       | Giappone             | 216.73 | 4  | 84.20 | 12 | 132.53 |
| 11                                | Kevin Reynolds        | Canada               | 216.58 | 14 | 71.20 | 8  | 145.38 |
| 12                                | Javier Fernández      | Spagna               | 215.66 | 13 | 71.65 | 10 | 144.01 |
| 13                                | Denïs Ten             | Kazakistan           | 202.46 | 9  | 77.40 | 15 | 125.06 |
| 14                                | Sergej Voronov        | Russia               | 200.60 | 11 | 73.42 | 14 | 127.18 |
| 15                                | Florent Amodio        | Francia              | 197.25 | 15 | 68.31 | 13 | 128.94 |
| 16                                | Anton Kovalevs'kyj    | Ucraina              | 186.03 | 16 | 67.60 | 19 | 118.43 |
| 17                                | Guan Jinlin           | Cina                 | 182.68 | 19 | 59.45 | 16 | 123.23 |
| 18                                | Ryan Bradley          | Stati Uniti          | 179.24 | 21 | 56.10 | 17 | 123.14 |
| 19                                | Aleksandr Kazakov     | Bielorussia          | 175.57 | 24 | 54.24 | 18 | 121.33 |
| 20                                | Viktor Pfeifer        | Austria              | 170.79 | 17 | 59.95 | 21 | 110.84 |
| 21                                | Abzal Rakimgaliev     | Kazakistan           | 166.20 | 22 | 54.60 | 20 | 111.60 |
| 22                                | Jamal Othman          | Svizzera             | 156.41 | 20 | 57.35 | 22 | 99.06  |
| 23                                | Kim Min-seok          | Corea del Sud        | 149.31 | 18 | 59.80 | 24 | 89.51  |
| 24                                | Ari-Pekka Nurmenkari  | Finlandia            | 148.34 | 23 | 54.45 | 23 | 93.89  |
| Eliminati dopo il programma corto |                       |                      |        |    |       |    |        |
| 25                                | Peter Liebers         | Germania             |        | 25 | 54.09 |    |        |
| 26                                | Pavel Kaška           | Rep. Ceca            |        | 26 | 50.55 |    |        |
| 27                                | Kevin Alves           | Brasile              |        | 27 | 50.28 |    |        |
| 28                                | Nobunari Oda          | Giappone             |        | 28 | 50.25 |    |        |
| 29                                | Boris Martinec        | Croazia              |        | 29 | 50.10 |    |        |
| 30                                | Matthew Parr          | Regno Unito          |        | 30 | 49.31 |    |        |
| 31                                | Peter Reitmayer       | Slovacchia           |        | 31 | 48.72 |    |        |
| 32                                | Zoltán Kelemen        | Romania              |        | 32 | 46.94 |    |        |
| 33                                | Damjan Ostojič        | Bosnia ed Erzegovina |        | 33 | 45.30 |    |        |
| 34                                | Andrew Huertas        | Porto Rico           |        | 34 | 45.09 |    |        |
| 35                                | Maciej Cieplucha      | Polonia              |        | 35 | 44.30 |    |        |
| 36                                | Viktor Romanenkov     | Estonia              |        | 36 | 44.17 |    |        |
| 37                                | Stephen Li-Chung Kuo  | Taipei cinese        |        | 37 | 44.15 |    |        |
| 38                                | Saulius Ambrulevičius | Lituania             |        | 38 | 42.37 |    |        |
| 39                                | Mark Webster          | Australia            |        | 39 | 42.30 |    |        |
| 40                                | Georgi Kenčadze       | Bulgaria             |        | 40 | 42.09 |    |        |
| 41                                | Tigran Vardanjan      | Ungheria             |        | 41 | 39.30 |    |        |
| 42                                | Sarkis Hayrapetyan    | Armenia              |        | 42 | 39.02 |    |        |
| 43                                | Maxim Shipov          | Israele              |        | 43 | 38.26 |    |        |
| 44                                | Humberto Contreras    | Messico              |        | 44 | 37.33 |    |        |
| 45                                | Ali Demirboga         | Turchia              |        | 45 | 36.39 |    |        |
| 46                                | Girts Jekabsons       | Lettonia             |        | 46 | 31.79 |    |        |
| WD                                | Joffrey Bourdon       | Montenegro           |        |    |       |    |        |
| WD                                | Artëm Borodulin       | Russia               |        |    |       |    |        |

### Singolo femminile
| Pos.                              | Nome                    | Nazione       | Totale | PC | PC    | PL | PL     |
| --------------------------------- | ----------------------- | ------------- | ------ | -- | ----- | -- | ------ |
| 1                                 | Mao Asada               | Giappone      | 197.58 | 2  | 68.08 | 2  | 129.50 |
| 2                                 | Kim Yuna                | Corea del Sud | 190.79 | 7  | 60.30 | 1  | 130.49 |
| 3                                 | Laura Lepistö           | Finlandia     | 178.62 | 3  | 64.30 | 6  | 114.32 |
| 4                                 | Miki Andō               | Giappone      | 177.82 | 11 | 55.78 | 3  | 122.04 |
| 5                                 | Cynthia Phaneuf         | Canada        | 177.54 | 8  | 59.50 | 4  | 118.04 |
| 6                                 | Carolina Kostner        | Italia        | 177.31 | 4  | 62.20 | 5  | 115.11 |
| 7                                 | Mirai Nagasu            | Stati Uniti   | 175.48 | 1  | 70.40 | 11 | 105.08 |
| 8                                 | Ksenija Makarova        | Russia        | 169.64 | 5  | 62.06 | 8  | 107.58 |
| 9                                 | Rachael Flatt           | Stati Uniti   | 167.44 | 6  | 60.88 | 9  | 106.56 |
| 10                                | Viktoria Helgesson      | Svezia        | 161.79 | 9  | 56.32 | 10 | 105.47 |
| 11                                | Akiko Suzuki            | Giappone      | 160.04 | 20 | 48.36 | 7  | 111.68 |
| 12                                | Sarah Hecken            | Germania      | 153.94 | 13 | 55.20 | 13 | 98.74  |
| 13                                | Alëna Leonova           | Russia        | 152.86 | 14 | 54.36 | 14 | 98.50  |
| 14                                | Jenna McCorkell         | Regno Unito   | 150.90 | 15 | 52.12 | 12 | 98.78  |
| 15                                | Júlia Sebestyén         | Ungheria      | 147.66 | 10 | 56.10 | 15 | 91.56  |
| 16                                | Liu Yan                 | Cina          | 141.29 | 18 | 49.96 | 16 | 91.33  |
| 17                                | Cheltzie Lee            | Australia     | 137.78 | 17 | 51.36 | 17 | 86.42  |
| 18                                | Elene Gedevanishvili    | Georgia       | 137.33 | 12 | 55.26 | 21 | 82.07  |
| 19                                | Kiira Korpi             | Finlandia     | 134.49 | 16 | 51.72 | 20 | 82.77  |
| 20                                | Sonia Lafuente          | Spagna        | 133.31 | 21 | 47.72 | 18 | 85.59  |
| 21                                | Jelena Glebova          | Estonia       | 132.85 | 22 | 47.72 | 19 | 85.13  |
| 22                                | Kwak Min-jeong          | Corea del Sud | 120.47 | 23 | 47.46 | 22 | 73.01  |
| 23                                | Anastasia Gimazetdinova | Uzbekistan    | 113.89 | 19 | 49.10 | 23 | 64.79  |
| 24                                | Manouk Gijsman          | Paesi Bassi   | 111.94 | 24 | 47.44 | 24 | 64.50  |
| Eliminate dopo il programma corto |                         |               |        |    |       |    |        |
| 25                                | Ivana Reitmayerová      | Slovacchia    |        | 25 | 45.96 |    |        |
| 26                                | Sarah Meier             | Svizzera      |        | 26 | 45.06 |    |        |
| 27                                | Tamar Katz              | Israele       |        | 27 | 44.96 |    |        |
| 28                                | Tuğba Karademir         | Turchia       |        | 28 | 44.52 |    |        |
| 29                                | Myriane Samson          | Canada        |        | 29 | 44.20 |    |        |
| 30                                | Kerstin Frank           | Austria       |        | 30 | 43.80 |    |        |
| 31                                | Victoria Muniz          | Porto Rico    |        | 31 | 41.08 |    |        |
| 32                                | Bettina Heim            | Svizzera      |        | 32 | 41.00 |    |        |
| 33                                | Fleur Maxwell           | Lussemburgo   |        | 33 | 40.22 |    |        |
| 34                                | Teodora Poštič          | Slovenia      |        | 34 | 40.20 |    |        |
| 35                                | Karina Johnson          | Danimarca     |        | 35 | 38.22 |    |        |
| 36                                | Žanna Pugača            | Lettonia      |        | 36 | 38.20 |    |        |
| 37                                | Mirna Librić            | Croazia       |        | 37 | 37.24 |    |        |
| 38                                | Lauren Ko               | Filippine     |        | 38 | 33.34 |    |        |
| 39                                | Martina Boček           | Rep. Ceca     |        | 39 | 32.90 |    |        |
| 40                                | Iryna Movčan            | Ucraina       |        | 40 | 32.60 |    |        |
| 41                                | Sonia Radeva            | Bulgaria      |        | 41 | 32.12 |    |        |
| 42                                | Ana Cecilia Cantu       | Messico       |        | 42 | 31.88 |    |        |
| 43                                | Crystal Kiang           | Taipei cinese |        | 43 | 31.72 |    |        |
| 44                                | Georgia Glastris        | Grecia        |        | 44 | 31.36 |    |        |
| 45                                | Gwendoline Didier       | Francia       |        | 45 | 29.32 |    |        |
| 46                                | Marina Seeh             | Serbia        |        | 46 | 28.32 |    |        |
| 47                                | Clara Peters            | Irlanda       |        | 47 | 28.20 |    |        |
| 48                                | Tamami Ono              | Hong Kong     |        | 48 | 27.74 |    |        |
| 49                                | Abigail Pietersen       | Sudafrica     |        | 49 | 25.76 |    |        |
| 50                                | Charissa Tansomboon     | Thailandia    |        | 50 | 25.22 |    |        |
| 51                                | Sabina Paquier          | Romania       |        | 51 | 24.42 |    |        |
| 52                                | Yoniko Eva Washington   | India         |        | 52 | 24.24 |    |        |
| 53                                | Beatričė Rožinskaitė    | Lituania      |        | 53 | 23.68 |    |        |
| WD                                | Isabelle Pieman         | Belgio        |        |    |       |    |        |
| WD                                | Sonja Mugoša            | Montenegro    |        |    |       |    |        |

### Coppie
| Pos.                              | Nome                                        | Nazione       | Totale | PC | PC    | PL | PL     |
| --------------------------------- | ------------------------------------------- | ------------- | ------ | -- | ----- | -- | ------ |
| 1                                 | Pang Qing / Tong Jian                       | Cina          | 211.39 | 1  | 75.28 | 1  | 136.11 |
| 2                                 | Aliona Savchenko / Robin Szolkowy           | Germania      | 204.74 | 3  | 69.52 | 2  | 135.22 |
| 3                                 | Juko Kavaguti / Aleksandr Smirnov           | Russia        | 203.79 | 2  | 73.12 | 3  | 130.67 |
| 4                                 | Marija Muchortova / Maksim Tran'kov         | Russia        | 197.39 | 4  | 69.48 | 4  | 127.91 |
| 5                                 | Zhang Dan / Zhang Hao                       | Cina          | 195.78 | 5  | 69.20 | 5  | 126.58 |
| 6                                 | Jessica Dubé / Bryce Davison                | Canada        | 177.07 | 8  | 59.36 | 6  | 117.71 |
| 7                                 | Caydee Denney / Jeremy Barrett              | Stati Uniti   | 172.47 | 6  | 60.52 | 8  | 111.95 |
| 8                                 | Vera Bazarova / Jurij Larionov              | Russia        | 172.04 | 7  | 59.78 | 7  | 112.26 |
| 9                                 | Amanda Evora / Mark Ladwig                  | Stati Uniti   | 165.96 | 9  | 57.74 | 9  | 108.22 |
| 10                                | Anabelle Langlois / Cody Hay                | Canada        | 154.72 | 12 | 54.40 | 10 | 100.32 |
| 11                                | Stefania Berton / Ondřej Hotárek            | Italia        | 149.78 | 11 | 54.58 | 11 | 95.20  |
| 12                                | Vanessa James / Yannick Bonheur             | Francia       | 146.58 | 10 | 55.60 | 13 | 90.98  |
| 13                                | Anaïs Morand / Antoine Dorsaz               | Svizzera      | 144.46 | 13 | 53.70 | 14 | 90.76  |
| 14                                | Maylin Hausch / Daniel Wende                | Germania      | 142.98 | 14 | 49.74 | 12 | 93.24  |
| 15                                | Joanna Sulej / Mateusz Chruściński          | Polonia       | 138.26 | 15 | 48.14 | 15 | 90.12  |
| 16                                | Stacey Kemp / David King                    | Regno Unito   | 132.87 | 16 | 45.14 | 16 | 87.73  |
| Eliminati dopo il programma corto |                                             |               |        |    |       |    |        |
| 17                                | Dong Huibo / Wu Yiming                      | Cina          |        | 17 | 43.08 |    |        |
| 18                                | Maria Sergejeva / Ilja Glebov               | Estonia       |        | 18 | 41.94 |    |        |
| 19                                | Ljubov' Bakirova / Mikalaj Kamjančuk        | Bielorussia   |        | 19 | 41.44 |    |        |
| 20                                | Amanda Sunyoto-Yang / Darryll Sulindro-Yang | Taipei cinese |        | 20 | 41.28 |    |        |
| 21                                | Jessica Crenshaw / Chad Tsagris             | Grecia        |        | 21 | 40.36 |    |        |
| 22                                | Ekaterina Kostenko / Roman Talan            | Ucraina       |        | 22 | 39.18 |    |        |
| 23                                | Nina Ivanova / Filip Zalevski               | Bulgaria      |        | 23 | 36.84 |    |        |
| 24                                | Gabriela Čermanová / Martin Hanulák         | Slovacchia    |        | 24 | 35.18 |    |        |
| 25                                | Danielle Montalbano / Evgeni Krasnopolski   | Israele       |        | 25 | 32.02 |    |        |

### Danza su ghiaccio
| Pos.                              | Nome                                 | Nazione     | Totale | Qual. | Qual. | D. Orig. | D. Orig. | D. Lib. | D. Lib. |
| --------------------------------- | ------------------------------------ | ----------- | ------ | ----- | ----- | -------- | -------- | ------- | ------- |
| 1                                 | Tessa Virtue / Scott Moir            | Canada      | 224.43 | 1     | 44.13 | 1        | 70.27    | 2       | 110.03  |
| 2                                 | Meryl Davis / Charlie White          | Stati Uniti | 223.03 | 2     | 43.25 | 2        | 69.29    | 1       | 110.49  |
| 3                                 | Federica Faiella / Massimo Scali     | Italia      | 197.85 | 3     | 40.85 | 3        | 59.16    | 4       | 97.84   |
| 4                                 | Nathalie Péchalat / Fabian Bourzat   | Francia     | 194.39 | 4     | 37.75 | 4        | 58.55    | 3       | 98.09   |
| 5                                 | Sinead Kerr / John Kerr              | Regno Unito | 189.11 | 6     | 37.56 | 5        | 58.23    | 5       | 93.32   |
| 6                                 | Alexandra Zaretsky / Roman Zaretsky  | Israele     | 181.26 | 8     | 33.79 | 6        | 56.13    | 6       | 91.34   |
| 7                                 | Vanessa Crone / Paul Poirier         | Canada      | 180.30 | 9     | 33.32 | 7        | 55.76    | 7       | 91.22   |
| 8                                 | Ekaterina Bobrova / Dmitrij Solov'ëv | Russia      | 177.23 | 11    | 32.43 | 8        | 55.04    | 8       | 89.76   |
| 9                                 | Emily Samuelson / Evan Bates         | Stati Uniti | 168.77 | 10    | 32.61 | 10       | 52.79    | 10      | 83.37   |
| 10                                | Nóra Hoffmann / Maxim Zavozin        | Ungheria    | 166.90 | 13    | 31.47 | 11       | 51.91    | 9       | 83.52   |
| 11                                | Anna Cappellini / Luca Lanotte       | Italia      | 164.52 | 7     | 34.05 | 12       | 51.40    | 14      | 79.07   |
| 12                                | Pernelle Carron / Lloyd Jones        | Francia     | 161.86 | 15    | 30.55 | 13       | 50.52    | 12      | 80.79   |
| 13                                | Ekaterina Rublëva / Ivan Šefer       | Russia      | 161.20 | 16    | 30.53 | 16       | 48.77    | 11      | 81.90   |
| 14                                | Kimberly Navarro / Brent Bommentre   | Stati Uniti | 159.68 | 14    | 31.36 | 15       | 50.33    | 15      | 77.99   |
| 15                                | Cathy Reed / Chris Reed              | Giappone    | 154.93 | 23    | 24.78 | 14       | 50.41    | 13      | 79.74   |
| 16                                | Lucie Myslivečková / Matěj Novák     | Rep. Ceca   | 147.93 | 18    | 26.95 | 17       | 46.07    | 17      | 74.91   |
| 17                                | Caitlin Mallory / Kristjan Rand      | Estonia     | 147.39 | 20    | 26.62 | 21       | 43.77    | 16      | 77.00   |
| 18                                | Yu Xiaoyang / Wang Chen              | Cina        | 142.80 | 17    | 28.42 | 19       | 44.59    | 19      | 69.79   |
| 19                                | Kira Geil / Dmitri Matsjuk           | Austria     | 142.49 | 19    | 26.69 | 18       | 44.88    | 18      | 70.92   |
| WD                                | Jana Chochlova / Sergej Novickij     | Russia      | 91.98  | 5     | 37.70 | 9        | 54.28    | WD      |         |
| Eliminati dopo il programma corto |                                      |             |        |       |       |          |          |         |         |
| 21                                | Allison Reed / Otar Japaridze        | Georgia     | 69.42  | 22    | 26.07 | 22       | 43.35    |         |         |
| 22                                | Carolina Hermann / Daniel Hermann    | Germania    | 69.17  | 21    | 26.36 | 23       | 42.81    |         |         |
| 23                                | Christina Chitwood / Mark Hanretty   | Regno Unito | 68.97  | 24    | 24.70 | 20       | 44.27    |         |         |
| 24                                | Katelyn Good / Nikolaj Sorensen      | Danimarca   | 63.55  | 25    | 22.56 | 24       | 40.99    |         |         |
| 25                                | Danielle O'Brien / Gregory Merriman  | Australia   | 59.28  | 26    | 21.07 | 25       | 38.21    |         |         |
| 26                                | Jenette Maitz / Alper Uçar           | Turchia     | 49.50  | 27    | 17.36 | 26       | 32.14    |         |         |
| WD                                | Anna Zadorožnjuk / Serhij Verbillo   | Ucraina     |        | 12    | 31.66 |          |          |         |         |